# 扎波里濟克 (索菲伊夫卡區)
48°8′3″N 33°56′5″E / 48.13417°N 33.93472°E
扎波里茲凱（烏克蘭語：Запорізьке），是烏克蘭中部的村莊，隸屬第聶伯羅彼得羅夫斯克州的克里維里赫區。該村始建於1759年，面積2.149平方公里，2001年人口440，人口密度每平方公里204.75人。